# Julian Coryell
Pour les articles homonymes, voir Coryell.
Julian Coryell, né en 1973 en Pennsylvanie, est un guitariste et chanteur américain.

## Biographie
Julian Coryell est le fils du musicien Larry Coryell. Il commence à jouer de la guitare à l'âge de cinq ans et étudie au Berklee College of Music dont il est l'un des plus jeunes diplômés à 18 ans. Il a depuis alterné une carrière de guitariste d'accompagnement, enregistrant avec ou participant aux tournées d'artistes tels qu'Alanis Morissette, Aimee Mann, Leonard Cohen, Madeleine Peyroux, Jewel, Linda Perry, Dave Brubeck et Billy Cobham, avec l'enregistrement d'albums en solo dans des styles allant du jazz au rock en passant par la folk.

## Discographie

### Albums
- Jazzbo (1995)
- Without You (1996)
- Duality (1997)
- Bitter to Sweet (1999)
- Rock Star (2004)
- Undercovers (2006)
- Profit and Loss (2009)
- Gaijin (2011)